# Ane Dahl Torp
Ane Dahl Torp, född 1 augusti 1975 i Bærums kommun i Norge, är en norsk skådespelare. 

## Biografi
Ane Dahl Torp är dotter till försteamanuensis i nordiska språk Arne Torp och lektor Bitte Dahl. Torp är utbildad vid Statens teaterhøgskole. Hon var anställd vid Teatret Vårt i Molde 1999–2001, där hon bland annat hade titelrollen i Henrik Ibsens Hedda Gabler. Hon är sedan 2002 engagerad vid Det Norske Teatret, där hon bland annat har spelat Masja i Anton Tjechovs Måsen (2003), flera roller i August Strindbergs Ett drömspel (2004), Siss i Tarjei Vesaas Isslottet, Strofe i Sarah Kanes Fedras kärlek (2005) och Maggie i Tennessee Williams Katt på hett plåttak (2007). Hon gästade Agder Teater som Ismene i Antigone av Sofokles (2004).
Hon filmdebuterade i Kvinnen i mitt liv (2003), vann Amandaprisen för bästa kvinnliga skådespelare för rollen som Nina Skåtøy i Hans Petter Molands Gymnasielärarens lilla röda (2006) och spelade huvudroller i Uro (2006) och Lønsj (2008). Norsk filminstitutt presenterade Torp som Shooting Star vid Filmfestivalen i Berlin 2006. Hon har också spelat i Första kärleken (2004) och skräckkomedin Död snö (2009)  samt i Människor i solen (2011).
På TV har hon spelat den unga Suzannah Ibsen i Jon Fosses Suzannah (2003), och haft huvudroller i deckarserien Svarte penger...hvite løgner (2004, Amandapris) och actionserien Kodnamn Hunter (2007, Gullruten för bästa kvinnliga skådespelare).

## Filmografi (urval)
- 2003 – Kvinnen i mitt liv
- 2003 – Mors Elling
- 2004 – Första kärleken
- 2005 – Gymnasielärarens lilla röda
- 2006 – Uro
- 2007 – Kodnamn Hunter (TV-serie)
- 2008 – Lønsj
- 2009 – Död snö
- 2011 – Människor i solen
- 2018 – Morden i Sandhamn  (TV-serie)
- 2020 – Charter
- 2022 – Fartblinda (TV-serie)
- 2024 – I dina händer (TV-serie)
- 2024 – Drömmar
- 2025 – Koka björn (TV-serie)

## Priser
- Amandaprisen för Svarte penger, hvite løgner (2004)[8]
- Folkets Filmpris (2004)
- Amandaprisen för Gymnaslærer Pedersen (2006)[8]
- Gullruten 2007 i klassen bästa kvinnliga skådespelare för Kodnamn Hunter[8]
- Heddaprisen (2012) för rollen som Shen-Te/Shui-Ta i Bertolt Brechts Den goda människan i Sezuan[9]